# Политрудня
Политрудня (укр. Політрудня) — село,
Хриповский сельский совет,
Городнянский район,
Черниговская область,
Украина.
Код КОАТУУ — 7421489603. Население по переписи 2001 года составляло 108 человек.

## Географическое положение
Село Политрудня находится на правом берегу реки Смяч,
на расстоянии в 2 км от села Пекуровка.
Через село проходит автомобильная дорога Т-2312 (Р-13).

## История
В 1923 году деревня Политическая Рудня (Руденка) входило в Пекуровский сельсовет, в состав которого входило также село Пекуровка.